# Carbonville (Utah)
Carbonville es un lugar designado por el censo situado en el condado de Carbon, Utah  (Estados Unidos). Según el censo de 2010 tenía una población de 1.567 habitantes.

## Demografía
Según el censo de 2010, Carbonville tenía una población en la que el 90,0% eran blancos, 0,3% afroamericanos, 1,6% amerindios, 0,1% asiáticos, 0,01% isleños del Pacífico, el 5,7% de otras razas, y el 2,2% pertenecían a dos o más razas. Del total de la población el 12,3% eran hispanos o latinos de cualquier raza.